# Sandra Hermida Muñiz
Sandra Hermida Muñiz (Madrid, 22 de julio de 1972) es una productora de cine española, de largometrajes de ficción y de documentales. Ha conseguido tres premios Goya a la Mejor dirección de producción por películas como El orfanato (2007), Lo imposible (2012) y Un monstruo viene a verme (2016) y el Premio Goya a mejor película por La sociedad de la nieve, de J Bayona en 2024. Ha producido películas nacionales e internacionales como El alquimista impaciente (2002) dirigida por Patrícia Ferreira o Biutiful (2010) de Alejandro González Iñárritu.

## Trayectoria
Licenciada en Imagen y Sonido por la Universidad Complutense de Madrid, Hermida comenzó su carrera cinematográfica en el año 1998 como regidora en la película La primera noche de mi vida, del director Miguel Albadalejo. En 2000, trabajó como jefa de producción en la película El otro barrio, dirigida por Salvador García.
Ha sido directora de producción en numerosas películas como El alquimista impaciente de Patricia Ferreira, El orfanato, Lo imposible y Un monstruo viene a verme, del director Juan Antonio Bayona. Entre sus películas, podemos encontrar numerosos títulos como Marrowbone, No llores, vuela, Carmina y amén, La torre de Suso, Retorno a Hansala, Dieta mediterránea, Spanish movie y Biutiful.
Además de largometrajes de ficción, Hermida ha producido también documentales como Garbo: el espíade Edmon Roch, I hate New York de Gustavo Sánchez y la producción asociada del documental Orlando, dirigido por Paul B. Preciado. Algunas de las películas producidas por su empresa son: 9 días en Haití, corto documental de Oxfam Intermón y Mirage.
En los últimos años, Sandra ha compaginado la producción de largometrajes con la
producción de series para diferentes plataformas, siendo su primera producción ArdeMadrid (2018) de Paco León y Anna Rodríguez Costa para Movistar+. A ésta le siguieron
El inocente (2021) de Oriol Paulo, Alma (2022) de Sergio G. Sánchez, ambas para Netflix,
Fácil (2022) de Anna R. Costa para Movistar+, y la última miniserie de Oriol Paulo,
La última noche en Tremor (2024) para Netflix.

## Reconocimientos
En 2007, Hermida ganó su primer premio Goya a la Mejor dirección de producción por la película de terror El orfanato, dirigida por Juan Antonio Bayona. Un par de años después, en 2009, el documental Garbo: el espía, dirigida por Edmon Roc, consiguió el Goya a la Mejor película documental, y en 2010, el premio Gaudí.
Posteriormente, consiguió otros dos premios Goya a la Mejor dirección de producción por Lo Imposible (2012) y Un monstruo viene a verme (2016), también dirigidas por Juan Antonio Bayona. En 2013, Lo imposible ganó el premio a los mejores efectos visuales "Outstanding Supporting Visual Effects in a Feature Motion Picture" que otorga la organización Visual Effects Society. Ganó el Premio Goya 2024 mejor película, por La sociedad de la nieve. Además, en 2017, Hermida ganó también el Premio Gaudí a Mejor Dirección de producción por Un monstruo viene a verme.
En 2019, Arde Madrid, creada por Paco León y Anna Rodríguez Costa, consiguió el premio Feroz a la Mejor serie de comedia.
| Año  | Premio        | Categoría                     | Película                  | Resultado |
| ---- | ------------- | ----------------------------- | ------------------------- | --------- |
| 2007 | Premios Goya  | Mejor dirección de producción | El orfanato               | Ganador   |
| 2009 | Premios Goya  | Mejor película documental     | Garbo: el espía           | Ganador   |
| 2010 | Premios Gaudí | Mejor película documental     | Garbo: el espía           | Ganador   |
| 2012 | Premios Goya  | Mejor dirección de producción | Lo imposible              | Ganador   |
| 2013 | Premio VES    | Mejores efectos especiales    | Lo imposible              | Ganador   |
| 2016 | Premios Goya  | Mejor dirección de producción | Un monstruo viene a verme | Ganador   |
| 2017 | Premios Gaudí | Mejor dirección de producción | Un monstruo viene a verme | Ganador   |
| 2019 | Premios Feroz | Mejor serie de comedia        | Arde Madrid               | Ganador   |
| 2024 | Premios Goya  | Mejor película                | La sociedad de la nieve   | Ganador   |
| 2024 | Premios Gaudí | Mejor película europea        | La sociedad de la nieve   | Ganador   |

## Filmografía
- 1999 – Famosos y familia. Dirigida por Fernando Colomo.
- 2002 – El alquimista impaciente. Dirigida por Patrícia Ferreira.
- 2003 – Los abajo firmantes. Dirigida por Joaquín Oristrell.
- 2003 – Las voces de la noche. Dirigida por Salvador García Ruiz.
- 2004 – Hipnos. Dirigida por David Carreras.
- 2006 – Va a ser que nadie es perfecto. Dirigida por Joaquín Oristrell.
- 2006 – La noche de los girasoles. Dirigida por Jorge Sánchez-Cabezudo.
- 2006 – Amor en defensa propia. Dirigida por Rafa Russo.
- 2007 – El orfanato. Dirigida por Juan Antonio Bayona.
- 2007 – La torre de Suso. Dirigida por Tom Fernández.
- 2008 – Dieta mediterránea. Dirigida por Joaquín Oristrell.
- 2008 – Las manos del pianista. Dirigida por Sergio G. Sánchez.
- 2008 – Retorno a Hansala. Dirigida por Chus Gutiérrez.
- 2008 – No se preocupe. Dirigida por Eva Ungría.
- 2009 – Garbo: el espía. Documental dirigido por Edmon Roch.
- 2009 – Spanish Movie. Dirigida por Javier Ruiz Caldera.
- 2010 – Biutiful. Dirigida por Alejandro González Iñárritu.
- 2011 – Entrevista
- 2011 – Promoción fantasma. Dirigida por Javier Ruiz Caldera.
- 2012 – El escondite. Dirigida por Andrés Curbelo.
- 2012 – Lo Imposible. Dirigida por Juan Antonio Bayona.
- 2014 – No llores, vuela. Dirigida por Claudia Llosa.
- 2014 – Carmina y amén. Dirigida por Paco León.
- 2014 – Autómata. Dirigida por Gabe Ibáñez.
- 2015 – 9 días en Haití. Documental dirigido por Juan Antonio Bayona.
- 2016 – Petrona. Documental dirigido por Hammudi Al-Rahmoun Font.
- 2016 – Un monstruo viene a verme. Dirigida por Juan Antonio Bayona.
- 2016 – Contratiempo. Dirigida por Oriol Paulo.
- 2017 – El secreto de Marrowbone. Dirigida por Sergio G. Sánchez.
- 2018 – I hate New York. Dirigida por Gustavo Sánchez.
- 2018 – Mirage. Dirigido por Emiliano Granada Ortega.
- 2018 – Durante la tormenta. Dirigida por Oriol Pauló.
- 2018 – Arde Madrid. Dirigida por Paco León y Anna R. Costa.
- 2019 – Si yo fuera rico. Dirigida por Álvaro Fernández Armero.
- 2021 – El inocente. Dirigida por Oriol Pauló.
- 2021 – Way Down. Dirigida por Jaume Balagueró.
- 2022 – Alma. Dirigida por Sergio G. Sánchez.
- 2022 – Fácil. Dirigida por Anna R. Costa.
- 2022 – Rainbow. Dirigida por Paco León.
- 2022 – Cinco lobitos. Dirigida por Alauda Ruiz de Azúa.
- 2022 – Mari(dos). Dirigida por Lucía Alemany.
- 2023 – Un amor. Dirigida por Isabel Coixet.
- 2023 – La sociedad de la nieve. Dirigida por Juan Antonio Bayona.
- 2024 – Caida libre. Dirigida por Laura Jou.
- 2024 – La última noche en tremor. Dirigida por Oriol Paulo.
- 2025 – Fin de fiesta. Dirigida por Elena Manrique.